# Cornelius Gurlitt (historien)
Pour les articles homonymes, voir Cornelius Gurlitt.
Cornelius Gustav Gurlitt (né le 1er janvier 1850 à Nischwitz et mort le 25 mars 1938 à Dresde) est un architecte et historien de l'art allemand.

## Biographie

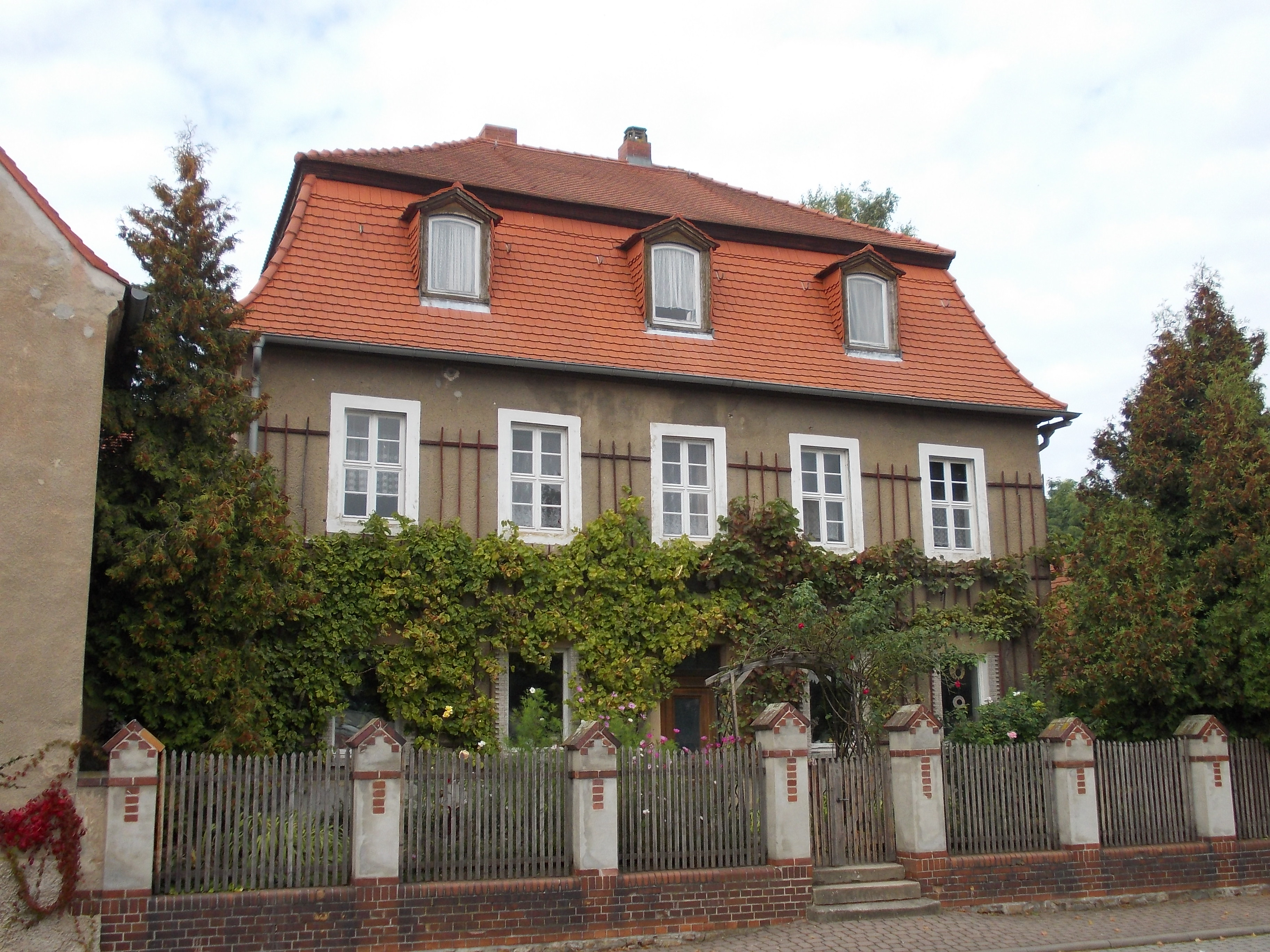
La maison Gurlitt à Nischwitz, lieu de naissance de Cornelius Gurlitt

Cornelius Gurlitt est le troisième des sept enfants du peintre paysagiste Louis Gurlitt et de son épouse Elisabeth, née Lewald, sœur de l'écrivain Fanny Lewald. D'autres membres de la famille Gurlitt (de) sont actifs sur le plan artistique et scientifique ; L'homonyme est Gustav Cornelius Gurlitt, un oncle paternel, compositeur et théoricien de la musique bien connu.
Cornelius Gurlitt décide de devenir architecte alors qu'il est adolescent. Après l'Académie d'architecture de Berlin, il étudie à Gotha auprès de Ludwig Bohnstedt avant de rejoindre le bureau d'architecture d'Emil von Förster (de) à Vienne en 1868. S'ensuivent des années instables à l' école polytechnique de Stuttgart, en tant que volontaire dans la guerre franco-prussienne de 1870/1871 et dans des ateliers d'architectes à Cassel et Dresde, avant de s'intéresser à l'histoire de l'architecture et de l'art lors de la construction des chemins de fer de la vallée de la Mulde (de). Au cours des années suivantes, Cornelius Gurlitt publie de nombreux articles dans des journaux et des magazines, donne des conférences et rédige des brochures sur l'architecture de la ville de Dresde. Son engagement infatigable envers la ville et son histoire architecturale et artistique le conduit à lui proposer un poste d'assistant au Musée des Arts décoratifs de Dresde en 1878, que Gurlitt occupe jusqu'en 1887.
Au cours des trois années suivantes, paraît sa première publication importante, une histoire du baroque en trois volumes. Avec une représentation complète et positive de la période historique de l’art, l’œuvre conduit à une réévaluation du style, qui a été auparavant dévalorisé comme inutile. En 1889, Cornelius Gurlitt travaille pendant une courte période comme maître de conférences à l'Université technique de Berlin-Charlottenbourg, avant de devenir, en 1893, le successeur de Richard Steche (de), professeur associé à la Chaire d'histoire des arts techniques de l'Université technique royal saxon de Dresde, fondée trois ans plus tôt . La chaire est également associée à la reprise de l'inventaire des monuments d'art de Saxe, lancé par l'Association des antiquités saxonnes (de) en 1881. Richard Steche produit 15 volumes avant sa mort ; Gurlitt les continuent comme inventaire jusqu'au volume 41, qui conclut la série en 1923. Ce qui est important, c'est qu'il « se rend lui-même sur place, fait ses propres recherches, prend des mesures, fait des croquis et prenait des photos. En un mot : contrairement à beaucoup d’autres historiens de l’art, Cornelius Gurlitt connait les bâtiments qu’il décrit. ».
Ce n'est qu'en 1899 que Cornelius Gurlitt est nommé professeur titulaire. L'année suivante, à son initiative, l'Université technique de Dresde est la première à offrir aux architectes la possibilité d'obtenir un doctorat en ingénierie. offert. Le premier doctorant de Gurlitt est Hermann Muthesius, qui vit en Angleterre depuis 1896, avec la thèse de 60 pages Der Kirchenbau der englischen Secten. Gurlitt est également le directeur de thèse de Leo Adler (de), qui obtient son doctorat à la TU Dresde en 1920 pour Beiträge zu einer Entwicklungsgeschichte der Baukunst. À partir de 1902, Gurlitt est l'un des premiers à donner des cours d'urbanisme dans une université technique. Il est élu recteur de l'université pour l'année 1904/1905. Il occupe ce poste, limité à une année universitaire, à nouveau en 1915/1916. Son rectorat comprend notamment la planification du bâtiment du département de mécanique de l'Université technique de Dresde, inauguré à l'été 1905, aujourd'hui Bâtiment Berndt et bâtiment Zeuner .
Le travail de Cornelius Gurlitt en tant que professeur à l'Université technique de Dresde prend fin à l'âge de 70 ans, mais les dernières années de sa vie sont également bien remplies. De 1920 à 1926, Gurlitt est président de l'Association des architectes allemands (de) (BDA), qu'il cofonde en 1903. En 1922, il devient président fondateur de l'Académie libre de développement urbain (de). De nombreuses publications de livres suivent. Sous le Troisième Reich, Cornelius Gurlitt, qui a initialement sympathisé avec Adolf Hitler, est considéré comme à moitié juif en raison des origines de sa mère. Après sa mort en mars 1938, il n'y a aucun hommage officiel.
Cornelius Gurlitt est enterré à côté de sa fille Cornelia au cimetière Saint-Jean (de) (3F) de Dresde.
Une partie de son legs se trouve depuis 1996 dans les archives universitaires de l'Université technique de Dresde (de)

## Appréciation, honneurs, héritage

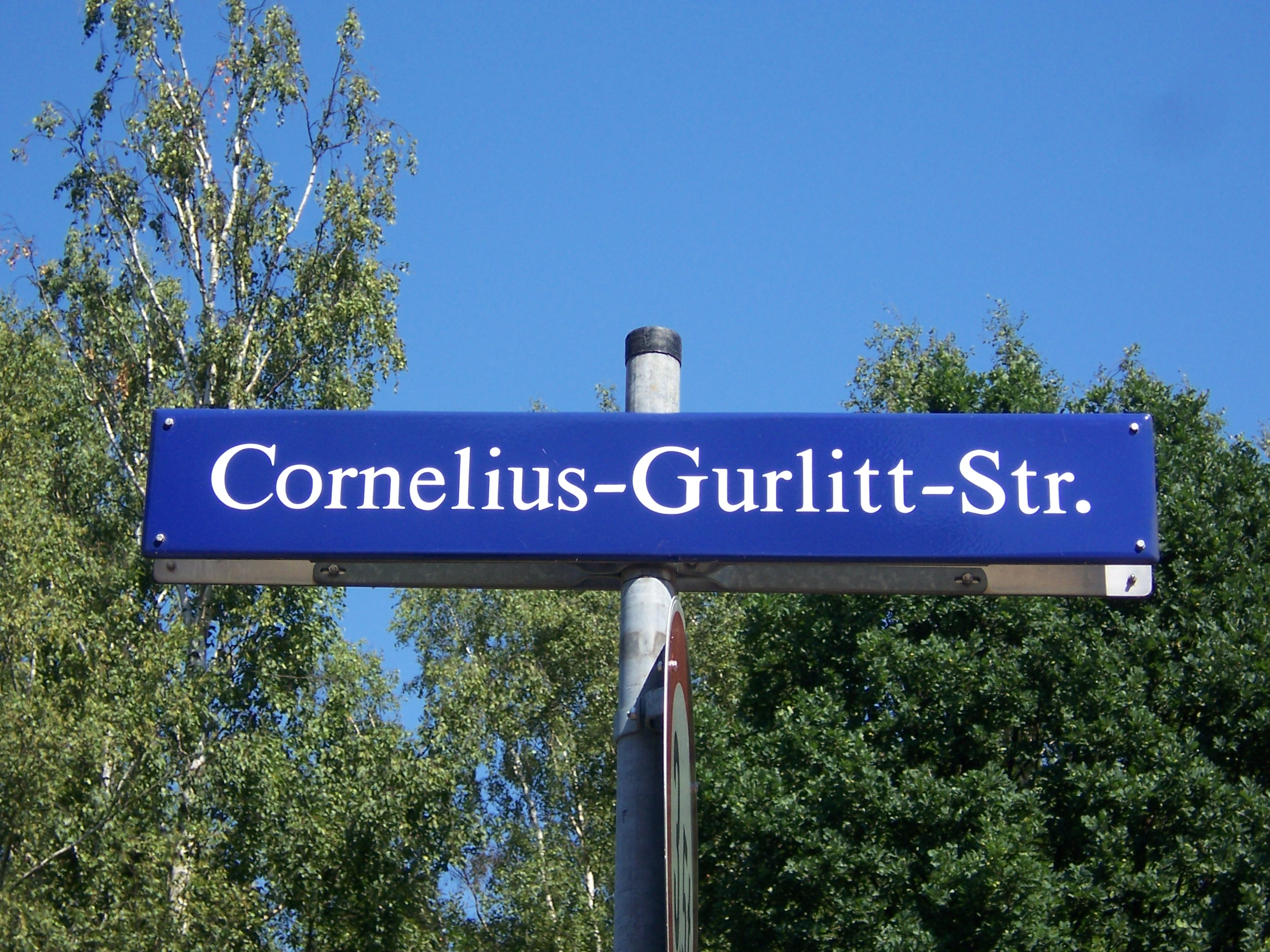
Rue Cornelius-Gurlitt à Dresde

Cornelius Gurlitt est aujourd'hui considéré comme le fondateur de la recherche historique sur l'art baroque et le fondateur de la préservation des monuments saxons. Il est membre de la commission de la première Journée allemande pour la préservation des monuments, organisée à Dresde en 1900, qui charge Georg Dehio de créer un manuel des monuments d'art allemands.
Gurlitt soutient le concept de « préservation créative des monuments » dans les formes de l'Art nouveau contemporaines à l'époque, comme la structure de protection de la Porte dorée et un projet de Bruno Schmitz pour une large tour ouest de la cathédrale de Freiberg, qui est critiqué un peu plus tard comme étant hors d'échelle. De son côté, il combat âprement les projets de Carl Schäfer pour l'achèvement des tours ouest de la cathédrale de Meissen, qui sont aujourd'hui généralement reconnues comme monument architectural. En revanche, il se bat pour préserver le cloître de la cathédrale de Freiberg, plusieurs fois menacé de démolition, ce qui lui vaut de conserver jusqu'à nos jours son caractère fragmentaire et incohérent.
L'Académie allemande d'urbanisme et d'aménagement du territoire (de), issue de l' Académie libre du développement urbain, décerne depuis 1954 la médaille Cornelius-Gurlitt pour services particuliers rendus au développement urbain, à la mémoire de son président fondateur.
Certaines œuvres de Cornelius Gurlitt présentent encore aujourd'hui un intérêt académique : outre ses travaux sur le baroque et l'inventaire des monuments architecturaux et artistiques de Saxe, cela comprend également son grand ouvrage tardif sur Auguste le Fort, qu'il achève en 1924.
Cornelius Gurlitt est en contact étroit avec d'importantes personnalités artistiques de son époque, par exemple Paul Wallot, Arno Holz, Max Klinger ou Alfred Lichtwark.
Des parties du patrimoine écrit de Cornelius Gurlitt se trouvent dans les archives de l'Université technique de Dresde.
Une rue du sud de Dresde porte désormais son nom. Une rue du quartier d'Aplerbeck de Dortmund porte également son nom.

## Famille
Cornelius Gurlitt se marie avec Marie Gerlach (1859-1949), fille du juge Ferdinand Heinrich Gerlach, en 1888. De ce mariage sont nés le musicologue Wilibald Gurlitt (1889-1963), la peintre Cornelia Gurlitt (1890-1919) et l'historien de l'art et marchand d'art Hildebrand Gurlitt (1895-1956), père du collectionneur d'art Cornelius Gurlitt (1932-2014).

## Publications (sélection)
Quelle que soit sa position actuelle, Cornelius Gurlitt est constamment actif en tant que journaliste jusqu'à un âge avancé. Avec plus de 100 livres, il devient probablement l'historien de l'art le plus important de Saxe. Une liste de toutes les publications de Cornelius Gurlitt, compilée par son fils Hildebrand Gurlitt, comprend 16 pages de manuscrit.
- Das neue königliche Hoftheater zu Dresden (1878)
- Beschreibende Darstellung der älteren Bau- und Kunstdenkmäler des Königreichs Sachsen, Heft 16 (1894) – Heft 41 (1923)
- Baukunst des Mittelalters (1884)
- Über die Entstehung des „Berliner Zeughaus“ mit Verweis auf die „Leipziger Kunstchronik“. In: Centralblatt der Bauverwaltung, Nr. 41, 11. Oktober 1884, p. 425
- Geschichte des Barockstiles, des Rococo und des Klassicismus in Belgien, Holland, Frankreich, England (1887–1889)
- Im Bürgerhause. Plaudereien über Kunst, Kunstgewerbe und Wohnungs-Ausstattung. Gilbers’sche Königl. Hof-Verlagsbuchhandlung (J. Bleyl), Dresde 1888.
- Deutsche Turniere, Rüstungen und Plattner des XVI. Jahrhunderts. Archivalische Forschungen. Gilbers, Dresde 1889 (Digitalisat)
- Das Barock- und Rococo-Ornament Deutschlands. Wasmuth, Berlin 1889 (Digitalisat).
- Kunst und Künstler am Vorabend der Reformation: ein Bild aus dem Erzgebirge (1890)
- Andreas Schlüter (1891)
- Die Deutsche Kunst des Neunzehnten Jahrhunderts. Ihre Ziele und Thaten (Das neunzehnte Jahrhundert in Deutschlands Entwicklung (de). Volume 2), (1899) (Digitalisierte Ausgabe unter: urn:nbn:de:s2w-8745)
- Dresden (1900)
- Die Kultur (1905ff.)
- Kirchen (1906)
- Konstantinopel (1908)
- Handbuch des Städtebaus (1920)
- August der Starke: Ein Fürstenleben aus der Zeit des deutschen Barock (1924)
- Die Baukunst Konstantinopels (1925)
- Warschauer Bauten aus der Zeit der sächsischen Könige; Der Zirkel Architektur-Verlag, Berlin, 1917